# Mart Poom
Mart Poom (* 3. února 1972) je bývalý estonský fotbalový brankář a současný fotbalový trenér brankářů. Naposledy působil v anglickém klubu Watford FC. V listopadu 2003 byl estonskou fotbalovou federací zvolen jako nejlepší estonský fotbalista za posledních 50 let (pro seznam UEFA Jubilee 52 Golden Players)..

## Klubová kariéra
Poom zahájil svou kariéru v klubech Tallinna Lõvid a Flora Tallinn. Následovala krátká angažmá ve Finsku a Švýcarsku. V roce 1994 podepsal smlouvu v Portsmouthu, kde však během svého ročního působení odehrál jen čtyři utkání. Další dva roky pak strávil na hostování ve Floře Tallinn. V roce 1997 přestoupil do Derby County FC v Anglii, kde strávil dalších šest sezon a odehrál 146 utkání v Premier League. Po sestupu Derby County z nejvyšší soutěže přestoupil do anglického Sunderlandu. Během tří let v tomto klubu však odehrál pouze 58 utkání, a to především vinou častých zranění. V tomto působišti se mu rovněž podařilo vstřelit branku. V roce 2005 přestoupil do Arsenalu a byl členem širšího výběru i při finále Ligy mistrů v roce 2006 proti FC Barcelona. V květnu 2007 přestoupil do Watfordu, kde ukončil aktivní hráčskou kariéru.

## Úspěchy
- 1× finalista Ligy mistrů (2005/06)
- 1× finalista Carling Cupu (2007)

- 6× estonský fotbalista roku (1993, 1994, 1997, 1998, 2000, 2003)[3][4]
- Nejlepší hráč Derby County (1999/00)